# Eduard Peijron
Eduard August Peijron, född den 15 december 1796 i Hamburg, död den 8 september 1858 i Stockholm, var en svensk militär. Han var bror till Gustaf Peyron den äldre och morfar till Sixten Sparre.
Peijron fick sin uppfostran i Hamburg, Dresden och Berlin, blev 1810 fanjunkare vid Skånska husarregementet och 1812 fänrik vid Andra livgardet. Han tjänstgjorde under kriget i Tyskland som stabsadjutant hos Carl Johan Adlercreutz och anförtroddes då flera viktiga kuriruppdrag. Han deltog även sommaren och hösten 1814 i fälttåget mot Norge. År 1816 blev Peijron kapten vid generalstaben och inledde därmed en lång tjänst där. År 1824 blev han ordonnansofficer och 1825 adjutant hos kronprins Oskar. Från 1816 anlitades Peijn i en mängd beskickningar utomlands och som uppvaktande hos i Sverige gästande furstliga personer. Han efterträdde 1837 Magnus von Rosen som chef för generaladjutantsexpeditionen för armén, blev 1838 överste i generalstaben och befordrades 1848 till generalmajor. Han var chef för Södra skånska infanteriregementet 1846–1850 och generalbefälhavare i Första militärdistriktet 1850–1853. Peijron adlades 1836 med bibehållet namn och slöt själv på svärdssidan sin adliga ätt. Han invaldes som ledamot av Krigsvetenskapsakademien 1838. Peijron blev riddare av Svärdsorden 1823, kommendör av samma orden 1851 och kommendör med stora korset 1858. Han vilar på Norra begravningsplatsen utanför Stockholm.